# Hypercompe caudata
Hypercompe caudata är en fjärilsart som beskrevs av Walker 1855. Hypercompe caudata ingår i släktet Hypercompe och familjen björnspinnare. Inga underarter finns listade i Catalogue of Life.